# Cyphon doctus
Cyphon doctus is een keversoort uit de familie moerasweekschilden (Scirtidae). De wetenschappelijke naam van de soort werd in 1910 gepubliceerd door Arthur Mills Lea.